# Tournoi de tennis de Zell am See
Le tournoi de Zell am See (Autriche), est un tournoi de tennis professionnel masculin du circuit Challenger et ATP.
L'épreuve a été organisée entre 1980 et 1982, la dernière édition faisant partie du WCT.

## Palmarès messieurs

### Simple
| No | Date       | Nom et lieu du tournoi       | Catégorie  | Dotation  | Surface      | Vainqueur       | Finaliste       | Score              |         |
| -- | ---------- | ---------------------------- | ---------- | --------- | ------------ | --------------- | --------------- | ------------------ | ------- |
| 1  | 04-08-1980 | , Zell am See                | Challenger | 50 000 $  | Terre (ext.) | Peter McNamara  | Chris Lewis     | 6-1, 6-4, 7-5      |         |
| 2  | 27-07-1981 | , Zell am See                | Challenger | 50 000 $  | Terre (ext.) | Fernando Luna   | Jiří Hřebec     | 6-4, 6-2           |         |
| 3  | 12-06-1982 | WCT Zell am See, Zell am See |            | 300 000 $ | Terre (ext.) | José Luis Clerc | Heinz Günthardt | 6-0, 3-6, 6-2, 6-1 | Tableau |

### Double
| No | Date       | Nom et lieu du tournoi       | Catégorie  | Dotation  | Surface      | Vainqueurs                     | Finalistes                        | Score              |         |
| -- | ---------- | ---------------------------- | ---------- | --------- | ------------ | ------------------------------ | --------------------------------- | ------------------ | ------- |
| 1  | 04-08-1980 | , Zell am See                | Challenger | 50 000 $  | Terre (ext.) | Jiří Hřebec Pavel Hutka        | Wayne Pascoe Dave Siegler         | 3-6, 7-5, 7-6, 6-2 |         |
| 2  | 27-07-1981 | , Zell am See                | Challenger | 50 000 $  | Terre (ext.) | Ricardo Acuña Ramiro Benavides | Wayne Hampson Chris Johnstone     | 6-7, 7-6, 7-6, 7-5 |         |
| 3  | 12-06-1982 | WCT Zell am See, Zell am See |            | 300 000 $ | Terre (ext.) | Wojtek Fibak Bruce Manson      | Tony Giammalva Sammy Giammalva Jr | 6-7, 6-4, 6-4      | Tableau |